# Žebrovice různolistá
Žebrovice různolistá (Blechnum spicant) je stálezelená kapradina s dvěma typy odlišně vypadajících listů, plodnými (sporofyly) a sterilními (trofofyly).

## Vzhled
Její trofofyly jsou sytě zelené, přezimující, většinou lesklé, tuhé, jednou zpeřené, hluboce vykrajované a dlouhé až 20 cm, avšak kratší než sporofyly. Sporofyly jsou většinou vzpřímené a dosahují délky až 80 cm. Má také zkrácený oddenek (4–5 cm), který je u starších rostlin často vícehlavý, pokrytý plevinami.

## Rozmnožování
Na sporofylech, které se nacházejí uprostřed růžice listů, jsou od července do srpna patrné výtrusné kupky, částečně kryty neopadavou ostěrou. Kupky (v mládí bílé, poté hnědé) jsou umístěny rovnoběžně po každé straně hlavní žilky čepele. Tato kapradina se množí výsevem čerstvých spor z těchto kupek. Spory jsou ledvinitého až kulovitého tvaru a hnědé barvy. Na podzim pak sporofyly odumírají.

## Stanoviště
Nevyhovuje jí přímé slunce. Nejlépe se jí daří v polostínu nebo i hlubokém stínu. Potřebuje lehkou, vlhkou, kyselou půdu, popřípadě rašelinu. Vyžaduje také vysokou vzdušnou vlhkost.

## Rozšíření
Evropa, Maroko, Kanárské ostrovy, Blízký východ, Japonsko, Severní Amerika. Můžeme ji najít i v lesích České republiky, kde roste ve smrčinách či borech rostoucí na kyselých půdách. Vyskytuje se i v horských podmínkách.

## Zajímavosti
Často se pěstuje jako skalnička, protože není náročná na péči, navíc vydrží teploty do -29 °C.
Obsahuje fytoekdysony, což jsou sloučeniny s účinky hmyzích hormonů. Tento jev patří k obrannému mechanismu kapradiny proti požeru hmyzem. Žebrovice různolistá je v České republice zařazena na Červeném seznamu mezi vzácnější druhy vyžadující další pozornost (ochranná kategorie C4a).

## Fotogalerie

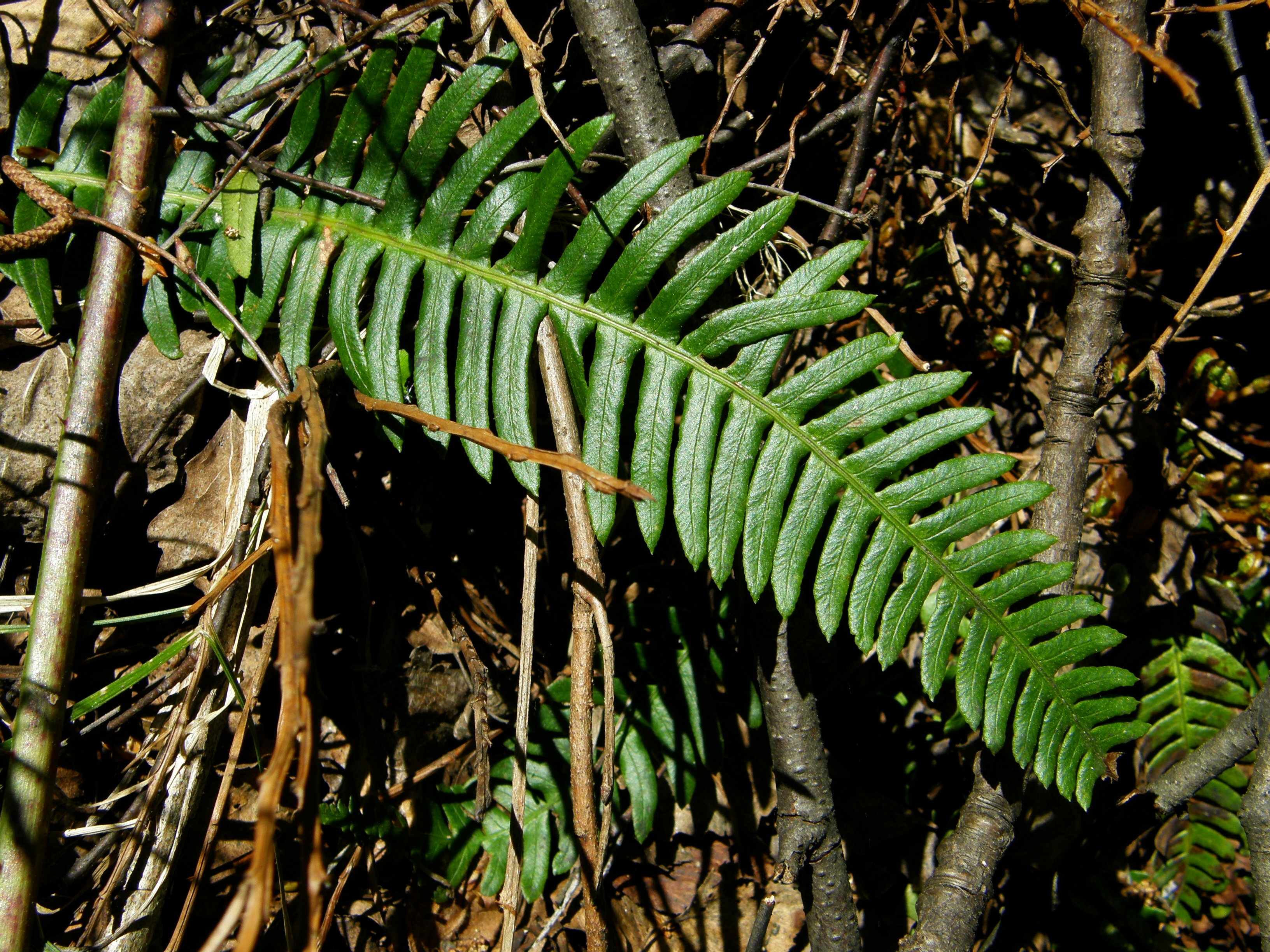
Trofofyl žebrovice
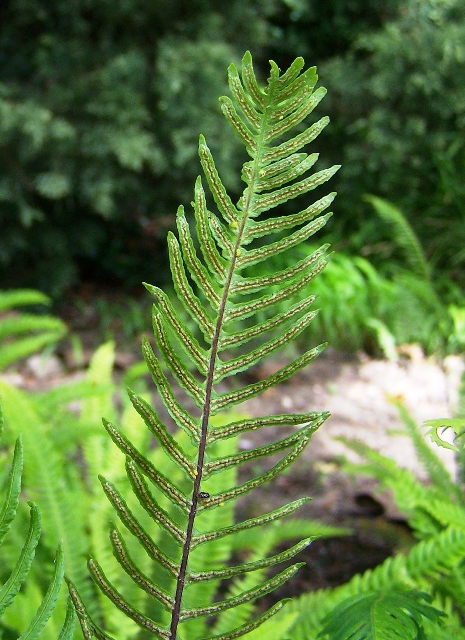
Sporofyl s výtrusnicemi
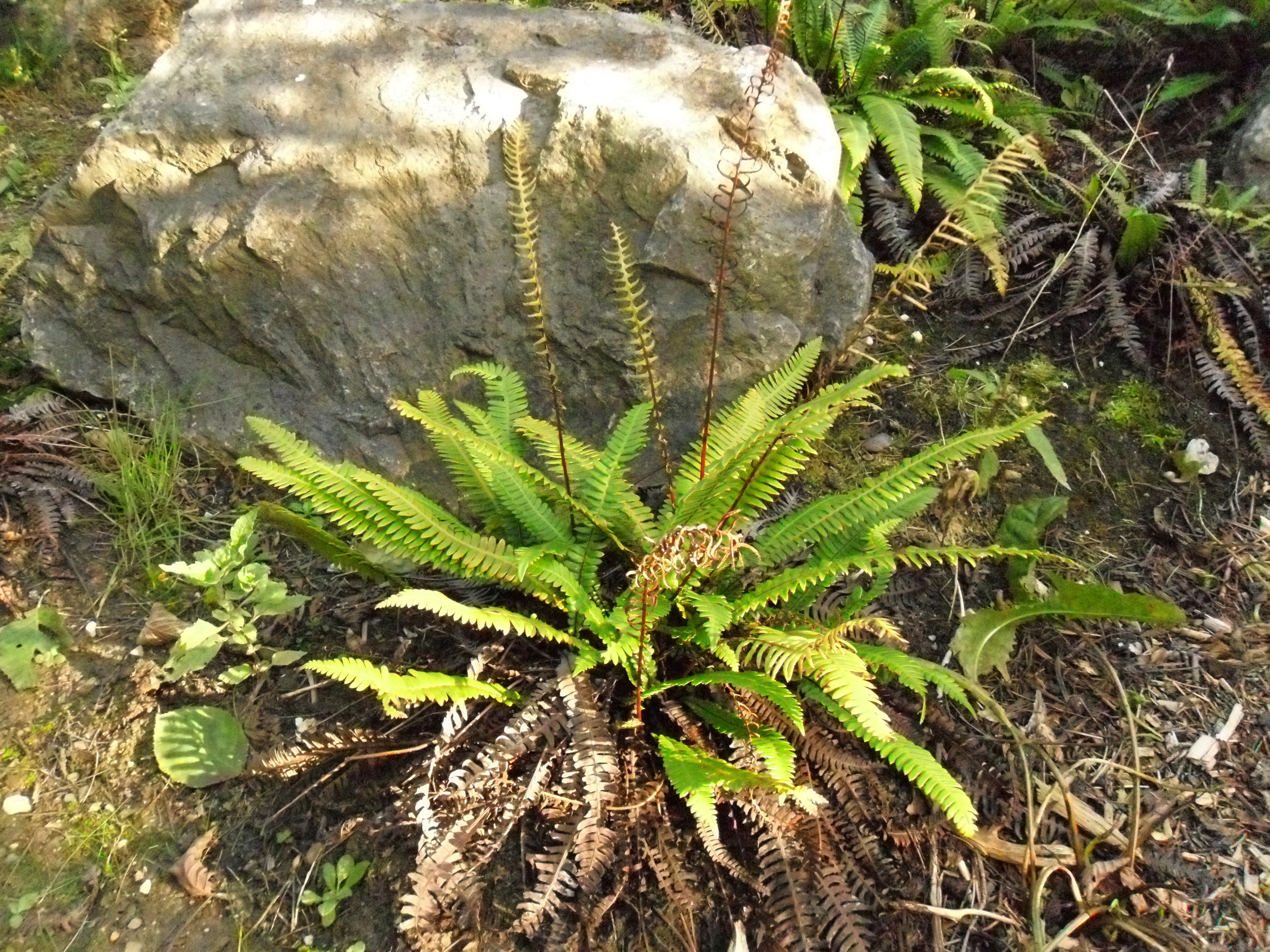
Celá rostlina